# Scinax pedromedinae
A Scinax pedromedinae a kétéltűek (Amphibia) osztályának békák (Anura) rendjébe és a levelibéka-félék (Hylidae) családjába tartozó faj.

## Előfordulása
A faj Peruban valamint valószínűleg Brazíliában és Bolíviában él. Természetes élőhelye szubtrópusi vagy trópusi nedves síkvidéki erdők, időszakos édesvízi mocsarak. A fajt élőhelyének elvesztése fenyegeti.